# Решетников Федір Павлович
Решетников Федір Павлович (1906—1988), радянський художник. Один з головних представників соціалістичного реалізму. Народний художник СРСР (1974). Лауреат двох Сталінських премій (1949, 1951). Член ВКП (б) з 1945 року.

## Біографія
Ф. П. Решетников народився 28 липня 1906 року, а в селі Сурсько-Литовському Катеринославської губернії Російської імперії (зараз Дніпропетровська область, Україна) в сім'ї іконописця.
Працював у клубі залізничників станції Гришине Донецької області.
Навчався на робітфаці мистецтв в Москві, поступив у Вищі художньо-технічні майстерні, де займався в 1929—1934 роках, зокрема, у Д. С. Моора.
Брав участь в арктичній експедиції на пароплаві «Челюскін».
Дійсний член Академії мистецтв СРСР з 1953 року, віцепрезидент (з 1974 року).
Сукупний тираж листівок з репродукцією картини Ф. П. Решетникова «Прибув на канікули» (1948, Третьяковська галерея) склав понад 13 мільйонів примірників. Це більше, ніж тираж якої-небудь іншої листівки, випущеної в Радянському Союзі.
Ф. П. Решетников помер 13 грудня 1988 року. Похований у Москві на Ваганьковському кладовищі.

## Нагороди та премії
- Сталінська премія другого ступеня (1949) — за картини «Генералісимус Радянського Союзу І. В. Сталін» і «Прибув на канікули»
- Сталінська премія третього ступеня (1951) — за картину «За мир!» (1950)
- Народний художник СРСР (1974)
- Орден Трудового Червоного Прапора (1932) — за участь в арктичній експедиції на криголамі «Олександр Сибіряков»
- Орден Червоної Зірки (1934) — за участь в експедиції на пароплаві «Челюскін»
- медалі

## Пам'ять
На батьківщині Ф. П. Решетникова, в селі Сурсько-Литовському, з 1990 року діє народний меморіальний музей ім. Ф. Решетникова.